# Morro do Chapéu do Piauí
Morro do Chapéu do Piauí är en kommun i Brasilien.   Den ligger i delstaten Piauí, i den östra delen av landet, 1 500 km norr om huvudstaden Brasília. Antalet invånare är 6 499.
Omgivningarna runt Morro do Chapéu do Piauí är huvudsakligen savann. Runt Morro do Chapéu do Piauí är det ganska glesbefolkat, med 38 invånare per kvadratkilometer.